# Peugeot 405
O Peugeot 405 é um modelo de porte médio-grande da Peugeot produzido na Europa entre 1987 e 1997. Com desenho do grande estúdio italiano Pininfarina, o 405 marcou época na Peugeot, sendo produzido em vários países, e em 1988 foi eleito o Carro Europeu do Ano.
O 405 teve diferentes versões sobre praticamente a mesma carroceria, estando presente nas maiores provas do automobilismo, destacando-se nas categorias Turismo, Stock Car e Rally.
Entre a categoria esportiva, devemos destacar as séries especiais STI Le Mans e M16 com potência semelhante aos melhores carros esportivos do mundo. O 405 em série especial e turbinada chegava a superar modelos de montadoras famosas como a Audi, Mercedes e BMW.
Na questão acabamento, o Peugeot 405 também tinha um diferencial pelo seu custo-benefício, por se tratar de um carro bem mais completo e com um custo bastante inferior aos demais da categoria.[carece de fontes?]
O Brasil chegou a importar o 405 STI Le Mans e o MI16 do mercado europeu, mas o valor de mercado era muito elevado, o que prejudicou as vendas no Brasil[carece de fontes?], mas os modelos mais comuns do 405 com produção Argentina foram bastante vendidos, mas devido a baixa qualidade  o modelo foi perdendo mercado no Brasil.
A diferença está no acabamento e nos equipamentos de série, onde nas versões europeias o Sedan vem equipado com bancos de couro elétricos com aquecimento para motorista e passageiro, senha codificada para ignição, faróis com regulagem elétrica, volante com regulagem, vidros e travas elétricas em todas as portas e travas elétricas no tanque de combustível e porta-malas, retrovisor com desembaçador, desembaçador do vidro traseiro, ar condicionado digital, faróis de neblina, rodas de liga leve italianas, luz de cortesia em ambos os lados, airbags, apoios central de braço, suspensão com regulagem, freios a disco nas 4 rodas com sistema ABS, câmbio automático, teto solar panorâmico elétrico e comando satélite de som na direção.
No motor outra diferença importante, os modelos produzidos na Argentina tinham motores comuns entre 1.6 e 1.8, já as séries especiais tinham motores entre 2.0 e 2.2. e com até 220HP.
A África produziu o modelo até o ano de 2002, e foi montado no Irã até 2020. Atualmente, ainda é produzido no Azerbaijão.

## Ficha técnica
Motor: 4 cilindros transversal em linha com comando duplo no cabeçote 4 válvulas por cilindro
Cilindradas: 1.998cm3
Taxa de compressão: 8:1
Potência: 240 cavalos a 6500 RPM
Alimentação: injeção eletrônica multiponto e turbocompressor
Velocidade máxima: 260 km/h
Aceleração: de 0 a 100 km/h em 5,2 segundos 
Transmissão: 5 marchas integral
Freios: dianteiros à disco ventilados e traseiros à disco, com sistema antitravamento (ABS)
Pneus: 205/50 R16
Comprimento: 4,40m

## Peugeot 405 no Azerbaijão
No Azerbaijão o 405 é fabricado de forma atualizada desde 2019 com uma mudança de nome para Peugeot 406. As diferenças estão nos faróis, painel levemente atualizado com radio com CD e MP3 e outras mudanças, fabricado na cidade de Neftçala, pela joint venture entre AzerMash OJSC e Iran Khodro.

## No cinema
O 405 pode ser visto nos seguintes filmes:
- A Morte e a Donzela, de Roman Polansk - 1994
- Só Você (Only you) - 2004
- A Identidade Bourne  - 2002
- The World´s Greatest Rally Cars - 2002 (Documentário que mostra os melhores carros de Rally do mundo entre eles o 405 de 600HP)
- Surpresas do Coração - 1995